# Fantasma de Kiev
O Fantasma de Kiev (em ucraniano:  Привид Києва, transl. Pryvyd Kyieva) é o apelido dado a um suposto ás da aviação (piloto de uma MiG-29 Fulcrum) que é creditado por derrubar seis aviões russos na ofensiva de Kiev em 24 de fevereiro de 2022. O Fantasma de Kiev é provavelmente uma lenda urbana e não um verdadeiro ás da aviação, mas seu status foi creditado como um grande impulso moral para a população ucraniana.

## História
No primeiro dia da invasão russa em fevereiro de 2022, vídeos nas redes sociais começaram a circular amplamente na Ucrânia, enaltecendo um único piloto que teria derrubado vários jatos russos. Um possível ou lendário piloto de um МіG-29, apelidado de "Fantasma de Kiev" pelo povo ucraniano, supostamente teria ganhado seis lutas aéreas no céu de Kiev durante as primeiras 30 horas da invasão. Os seis aviões são relatados como dois Su-35, dois Su-25, um Su-27 e um МіG-29 Se o piloto realmente existir, ele seria o primeiro ás da aviação registrado do século XXI, assim como Manfred von Richthofen, Albert Ball e Richard Bong foram no século XX.
Um ex-presidente ucraniano, Petro Poroshenko, publicou um tweet de uma fotografia de um piloto de caça, afirmando ser o Fantasma de Kiev, que Poroshenko afirmou ser real.

## Origem dos fatos
O Fantasma de Kiev foi creditado como um estímulo à moral dos ucranianos, para reforçar o otimismo diante da invasão russa. A lenda urbana provavelmente não é uma criação deliberada, com as histórias sendo compartilhadas pelo povo ucraniano comum nas redes sociais. Antes das contas oficiais da mídia ucraniana aludisse à existência real do piloto.
Imagens falsas de uma luta de caças onde o Fantasma de Kiev saía vitorioso foram feitas no Digital Combat Simulator e carregadas por um usuário do YouTube, declarando abertamente na descrição que as imagens não eram reais e eram apenas um tributo ao Fantasma de Kiev, para continuar lutando. O vídeo também foi compartilhado pela conta oficial do Twitter das Forças Armadas da Ucrânia.
Task & Purpose argumentou que embora fosse altamente improvável que houvesse no espaço aéreo ucraniano caças de gerações passadas, dada sua raridade no século XXI. A forte defesa antimíssil da Ucrânia, o Fantasma de Kiev, é "suficientemente real" como um espírito motivador para com os ucranianos.
Similar ao Fantasma de Kiev, em 26 de fevereiro de 2022, surgiram reportagens na mídia social de um soldado das forças terrestres ucranianas apelidado de Ceifador Ucraniano, que supostamente matou mais de vinte soldados russos somente em combate.